# Aloysia deserticola
Aloysia deserticola, también conocida como rica-rica, es un arbusto muy aromático, endémico del altiplano de los Andes de las regiones de Arica y Parinacota (Chile) y de la Puna en el noroeste de Argentina.

## Descripción
Arbusto ramoso de 0,40 - 1,0 m de altura, con ramas cilíndricas. Con hojas opuestas, de aspecto “cerebroide”, amarillo-verdosas, de aprox. 1,5 mm de longitud por 1,5-2 mm de ancho, trilobadas, de contorno más o menos romboidal, cara abaxial con protuberancias y un surco notable en cada lóbulo, la epidermis con una gruesa cutícula que se hace más delgada a la altura de los surcos; cara adaxial en su mitad apical con gruesos tricomas blanquecinos y pilosa en la basal. Racimos espiciformes, terminales, sésiles, globosos a cilíndricos, de 12 - 15 mm de longitud. Flores lilacinas, de 3 - 3,5 mm de largo.

## Usos
En gastronomía del norte de Chile y en la zona pineña de Salta y Jujuy es utilizado como hierba aromática, como condimento y  especia, y en la preparación de infusiones. Las hojas y ramas se utilizan deshidratadas para condimentar los alimentos, y como saborizantes para el mate y el té, en la preparación del trago Rica-rica sour, y para la elaboración de helados artesanales.

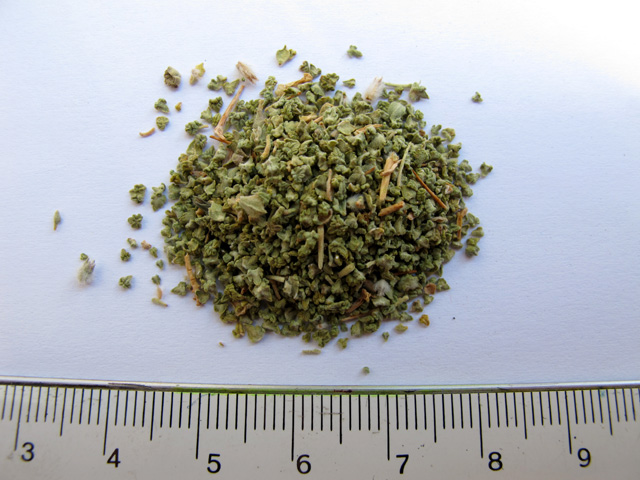
Hierba seca de un mercado en la provincia de Salta, Argentina.

En medicina tradicional es utilizado como remedio para la indigestión, como antiespasmódico para el tratamiento de síntomas y signos de afecciones estomacales; y como tratamiento para problemas circulatorios y renales mediante la infusión de sus hojas.

## Taxonomía
La especie fue descrita inicialmente como Lippia deserticola por Rodolfo Amando Philippi y publicada en Anales de la Universidad de Chile 2: 350, en 1865, hoy en día es tanto un sinónimo como el basónimo de esta. Más adelante, sería transferida al género Acantholippia por Harold Norman Moldenke en Lilloa 5: 370, en 1940, nombre científico que también es un sinónimo actualmente; y ulteriormente sería transferida al género Aloysia por Patricia Lu-Irving  y Nataly O'Leary en Systematic Botany 39(2): 653, en 2014.

#### Etimología
Ver: Aloysia
deserticola: epíteto latino que significa "habitante del desierto".